# Hajdar Abu Bakr al-Attas
Hajdar Abu Bakr al-Attas, arab. ‏حيدر أبو بكر العطاس‎ (ur. 5 kwietnia 1939 w prowincji Hadramaut) – polityk, przywódca Jemenu Południowego od 24 stycznia 1986 do 22 maja 1990 jako przewodniczący Prezydium Najwyższego Zgromadzenia Ludowego Jemenu Południowego (NZL). Premier Jemenu w latach 1990–1994.

## Życiorys
Ukończył studia w Instytucie Technicznym Uniwersytetu Kairskiego jako inż. elektryk. Od 1963 roku aktywnie uczestniczył w ruchu narodowowyzwoleńczym Jemenu, był członkiem Komitetu Centralnego Frontu Narodowego, a od 1978 roku członkiem Komitetu Centralnego Jemeńskiej Partii Socjalistycznej (JPS). Po uzyskaniu niepodległości przez Jemen Południowy pełnił funkcje ministra robót publicznych (od kwietnia 1969 roku) i ministra komunikacji (od 1975 roku). W lutym 1965 roku został wybrany sekretarzem generalnym KC JPS. Od lutego 1985 roku do lutego 1986 roku był premierem, w styczniu 1986 roku objął stanowisko przewodniczącego Prezydium NZL. Był także premierem od zjednoczenia Jemenu w 1990 roku do maja 1994 roku, gdy wybuchła wojna domowa.